# (580) Selene
(580) Selene ist ein Asteroid des Hauptgürtels, der am 17. Dezember 1905 von Max Wolf entdeckt wurde.
Benannt ist der Asteroid nach der griechischen Mondgöttin.